# Bộ trưởng Nội vụ và Truyền thông
Bộ trưởng Nội vụ và Truyền thông (総務大臣 (Tổng vụ Đại thần) Sōmu Daijin) hay tên gọi khác là Bộ trưởng Tổng hợp, là thành viên của Nội các Nhật Bản chuyên phụ trách bên Bộ Nội vụ và Truyền thông.

## Danh sách Bộ trưởng
- Tên in đậm chỉ người trước, trong và sau đó là Thủ tướng.

| TT                               | Bộ trưởng                        | Bộ trưởng                        | Nội các                          | Nội các                             | Nhiệm kỳ                         | Nhiệm kỳ                         | Đảng                             | Ghi chú                          |
| TT                               | Bộ trưởng                        | Bộ trưởng                        | Nội các                          | Nội các                             | Bắt đầu                          | Kết thúc                         | Đảng                             | Ghi chú                          |
| Bộ trưởng Nội vụ và Truyền thông | Bộ trưởng Nội vụ và Truyền thông | Bộ trưởng Nội vụ và Truyền thông | Bộ trưởng Nội vụ và Truyền thông | Bộ trưởng Nội vụ và Truyền thông    | Bộ trưởng Nội vụ và Truyền thông | Bộ trưởng Nội vụ và Truyền thông | Bộ trưởng Nội vụ và Truyền thông | Bộ trưởng Nội vụ và Truyền thông |
| -------------------------------- | -------------------------------- | -------------------------------- | -------------------------------- | ----------------------------------- | -------------------------------- | -------------------------------- | -------------------------------- | -------------------------------- |
| 1                                |                                  | Katayama Toranosuke              | Nội các Mori lần 2               | Cải tổ (sau khi tổ chức lại các bộ) | 6 tháng 1 năm 2001               | 26 tháng 4 năm 2001              | Dân chủ Tự do                    |                                  |
| 2                                | Nội các Koizumi lần 1            | Nội các Koizumi lần 1            | 26 tháng 4 năm 2001              | 22 tháng 9 năm 2003                 | Dân chủ Tự do                    |                                  |                                  |                                  |
| 2                                | Cải tổ lần 1                     | Katayama Toranosuke              | 26 tháng 4 năm 2001              | 22 tháng 9 năm 2003                 | Dân chủ Tự do                    |                                  |                                  |                                  |
| 3                                |                                  | Asō Tarō                         |                                  | Cải tổ lần 2                        | Dân chủ Tự do                    | 22 tháng 9 năm 2003              | 19 tháng 11 năm 2003             |                                  |
| 4                                | Nội các Koizumi lần 2            | Nội các Koizumi lần 2            | 19 tháng 11 năm 2003             | 21 tháng 9 năm 2005                 | Dân chủ Tự do                    |                                  |                                  |                                  |
| 4                                | Cải tổ                           | Asō Tarō                         | 19 tháng 11 năm 2003             | 21 tháng 9 năm 2005                 | Dân chủ Tự do                    |                                  |                                  |                                  |
| 5                                | Nội các Koizumi lần 3            | Nội các Koizumi lần 3            | 21 tháng 9 năm 2005              | 31 tháng 10 năm 2005                | Dân chủ Tự do                    |                                  |                                  |                                  |
| 6                                |                                  | Takenaka Heizō                   |                                  | Cải tổ                              | Dân chủ Tự do                    | 31 tháng 10 năm 2005             | 26 tháng 9 năm 2006              |                                  |
| 7                                |                                  | Suga Yoshihide                   | Nội các Abe lần 1                | Nội các Abe lần 1                   | Dân chủ Tự do                    | 26 tháng 9 năm 2006              | 27 tháng 8 năm 2007              |                                  |
| 8                                |                                  | Masuda Hiroya                    |                                  | Cải tổ                              | 27 tháng 8 năm 2007              | 26 tháng 9 năm 2007              | Độc lập                          |                                  |
| 9                                | Nội các Fukuda Yasuo             | Nội các Fukuda Yasuo             | 26 tháng 9 năm 2007              | 24 tháng 9 năm 2008                 |                                  |                                  | Độc lập                          |                                  |
| 9                                | Cải tổ                           | Masuda Hiroya                    | 26 tháng 9 năm 2007              | 24 tháng 9 năm 2008                 |                                  |                                  | Độc lập                          |                                  |
| 10                               |                                  | Hatoyama Kunio                   | Nội các Asō                      | Nội các Asō                         | 24 tháng 9 năm 2008              | 12 tháng 6 năm 2009              | Dân chủ Tự do                    |                                  |
| 11                               |                                  | Sato Tsutomu                     | Nội các Asō                      | Nội các Asō                         | 12 tháng 6 năm 2009              | 16 tháng 9 năm 2009              | Dân chủ Tự do                    |                                  |
| 12                               |                                  | Haraguchi Kazuhiro               | Nội các Hatoyama Yukio           | Nội các Hatoyama Yukio              | 16 tháng 9 năm 2009              | 8 tháng 6 năm 2010               | Dân chủ                          |                                  |
| 13                               | Nội các Kan                      | Nội các Kan                      | 8 tháng 6 năm 2010               | 17 tháng 9 năm 2010                 |                                  |                                  | Dân chủ                          |                                  |
| 14                               |                                  | Katayama Yoshihiro               |                                  | Cải tổ lần 1                        | 17 tháng 9 năm 2010              | 2 tháng 9 năm 2011               | Độc lập                          |                                  |
| 14                               | Cải tổ lần 2                     | Katayama Yoshihiro               |                                  |                                     | 17 tháng 9 năm 2010              | 2 tháng 9 năm 2011               | Độc lập                          |                                  |
| 15                               |                                  | Kawabata Tatsuo                  | Nội các Noda                     | Nội các Noda                        | 2 tháng 9 năm 2011               | 1 tháng 10 năm 2012              | Dân chủ                          |                                  |
| 15                               | Cải tổ lần 1                     | Kawabata Tatsuo                  |                                  |                                     | 2 tháng 9 năm 2011               | 1 tháng 10 năm 2012              | Dân chủ                          |                                  |
| 15                               | Cải tổ lần 2                     | Kawabata Tatsuo                  |                                  |                                     | 2 tháng 9 năm 2011               | 1 tháng 10 năm 2012              | Dân chủ                          |                                  |
| 16                               |                                  | Tarutoko Shinji                  |                                  | Cải tổ lần 3                        | 1 tháng 10 năm 2012              | 26 tháng 12 năm 2012             | Dân chủ                          |                                  |
| 17                               |                                  | Shindō Yoshitaka                 | Nội các Abe lần 2                | Nội các Abe lần 2                   | 26 tháng 12 năm 2012             | 3 tháng 9 năm 2014               | Dân chủ Tự do                    |                                  |
| 18                               |                                  | Takaichi Sanae                   |                                  | Cải tổ                              | 3 tháng 9 năm 2014               | 24 tháng 12 năm 2014             | Dân chủ Tự do                    |                                  |
| 19                               | Nội các Abe lần 3                | Nội các Abe lần 3                | 24 tháng 12 năm 2014             | 03 tháng 8 năm 2017                 |                                  |                                  | Dân chủ Tự do                    |                                  |
| 19                               | Cải tổ lần 1                     | Takaichi Sanae                   | 24 tháng 12 năm 2014             | 03 tháng 8 năm 2017                 |                                  |                                  | Dân chủ Tự do                    |                                  |
| 19                               | Cải tổ lần 2                     | Takaichi Sanae                   | 24 tháng 12 năm 2014             | 03 tháng 8 năm 2017                 |                                  |                                  | Dân chủ Tự do                    |                                  |
| 20                               |                                  | Noda Seiko                       |                                  | Cải tổ lần 3                        | 03 tháng 8 năm 2017              | 1 tháng 11 năm 2017              | Dân chủ Tự do                    |                                  |
| 21                               | Nội các Abe lần 4                | Nội các Abe lần 4                | 1 tháng 11 năm 2017              | 2 tháng 10 năm 2018                 |                                  |                                  | Dân chủ Tự do                    |                                  |
| 22                               |                                  | Ishida Masatoshi                 |                                  | Cải tổ lần 1                        | 2 tháng 10 năm 2018              | 11 tháng 9 năm 2019              | Dân chủ Tự do                    |                                  |
| 23                               |                                  | Takaichi Sanae                   |                                  | Cải tổ lần 2                        | 11 tháng 9 năm 2019              | 16 tháng 9 năm 2020              | Dân chủ Tự do                    |                                  |
| 24                               |                                  | Takeda Ryōta                     | Nội các Suga                     | Nội các Suga                        | 16 tháng 9 năm 2020              | 4 tháng 10 năm 2021              | Dân chủ Tự do                    |                                  |
| 25                               |                                  | Kaneko Yasushi                   | Nội các Kishida lần 1            | Nội các Kishida lần 1               | 4 tháng 10 năm 2021              | 10 tháng 11 năm 2021             | Dân chủ Tự do                    |                                  |
| 26                               | Nội các Kishida lần 2            | Nội các Kishida lần 2            | 10 tháng 11 năm 2021             | 8 tháng 10 năm 2022                 |                                  |                                  | Dân chủ Tự do                    |                                  |
| 27                               |                                  | Takeda Minoru                    |                                  | Cải tổ lần 1                        | 8 tháng 10 năm 2022              | 21 tháng 11 năm 2022             | Dân chủ Tự do                    |                                  |
| 28                               |                                  | Matsumoto Takeaki                | 21 tháng 11 năm 2022             | Cải tổ lần 1                        | 13 tháng 9 năm 2023              |                                  | Dân chủ Tự do                    |                                  |
| 29                               |                                  | Suzuki Junji                     | Cải tổ lần 2                     | 13 tháng 9 năm 2023                 | 14 tháng 12 năm 2023             |                                  | Dân chủ Tự do                    |                                  |
| 30                               |                                  | Matsumoto Takeaki                | Cải tổ lần 2                     | 14 tháng 12 năm 2023                | 1 tháng 10 năm 2024              | Trở lại                          | Dân chủ Tự do                    |                                  |
| 31                               |                                  | Murakami Seiichirō               | Nội các Ishiba lần 1             | Nội các Ishiba lần 1                | 1 tháng 10 năm 2024              | 11 tháng 11 năm 2024             | Dân chủ Tự do                    |                                  |
| 32                               | Nội các Ishiba lần 2             | Nội các Ishiba lần 2             | 11 tháng 11 năm 2024             | đương nhiệm                         |                                  |                                  | Dân chủ Tự do                    |                                  |